# Системный блок
Систе́мный блок (сленг. системник, а в просторечии часто неправильно процессор) — физически представляет собой корпус, внутри которого установлены все необходимые и дополнительные комплектующие для создания персонального компьютера или рабочей станции.
Функционально представляет собой основу для создания и дальнейшего расширения вычислительной системы.

## Содержимое системного блока
Содержимое системного блока в значительной степени зависит от вычислительной системы в целом, её задач, целей и форм-фактора. В случае рационального использования, системный блок в большей степени соответствует потребностям вычислительной системы. В зависимости от вычислительной системы, в системном блоке могут находиться различные компоненты аппаратного обеспечения:
- корпус;
- материнская плата — вычислительный блок в виде главной/системной/материнской платы с установленным на ней процессором, ОЗУ. В материнскую плату могут быть установлены карты расширения (видеокарта, звуковая карта, сетевая плата) в случае крупного размера имеющие специальные средства крепления внутри шасси;
- система питания — блок(и) питания, набор проводов к материнской плате, системе охлаждения и системе хранения данных;
- система охлаждения;
- система хранения данных.

В случае использования в составе ЦОД или вычислительного кластера, монтируемого в стойку, устанавливаются средства телеметрического управления и контроля (например на основе коммутаторов или управляющего ПО, ориентированного на веб-интерфейс).

## Обслуживание
Из-за наличия охлаждающих вентиляторов, внутрь системного блока засасывается пыль, которая оседает на комплектующих. Периодически её следует вычищать, так как она вызывает перегрев электронных компонентов, что со временем может вывести их из строя. Рискованно удалять пыль с помощью пылесоса, так как этим можно невольно сорвать и засосать с платы какой-либо компонент. Лучше пользоваться баллончиком со сжатым воздухом или феном в холодном режиме.
Центральный процессор и графический адаптер в процессе работы сильно нагреваются и нуждаются в хорошем охлаждении. Радиатор прижимается к оным комплектующим с помощью термопасты, обеспечивающей лучший контакт поверхностей охлаждения и удаляющей все воздушные зазоры. Со временем термопаста засыхает и её требуется менять. Для этого с помощью чистящего средства с контактных поверхностей счищают засохшую термопасту, насухо протирают поверхности и тонким слоем наносят новую термопасту на одну из поверхностей, обычно на процессор. После этого радиатор прикрепляют в обратном порядке.